# NGC 54
NGC 54 (również PGC 1011) – galaktyka spiralna (Sa), znajdująca się w gwiazdozbiorze Wieloryba. Została odkryta w 1886 roku przez Wilhelma Templa. 21 października tego samego roku niezależnie odkrył ją Lewis A. Swift.